# Rhinatrematidae
Rhinatrematidae – rodzina płazów z rzędu płazów beznogich (Gymnophiona).

## Zasięg występowania
Rodzina obejmuje gatunki występujące w północnej i zachodniej Ameryce Południowej.

## Systematyka

### Podział systematyczny
Do rodziny należą następujące rodzaje:
- Amazops Wilkinson, Reynolds & Jacobs, 2021 – jedynym przedstawicielem jest Amazops amazops Wilkinson, Reynolds & Jacobs, 2021
- Epicrionops Boulenger, 1883
- Rhinatrema A.M.C. Duméril & Bibron, 1841